# 霸國 (山西)
霸國是西周時期，以山西省翼城縣為中心的一個伯國，媿姓霸氏。最後被晉國兼併。
由於該國沒有文獻記載，沒有人知道它的存在，直到2007年在翼城縣大河口發掘出西周墓葬，當中包括了霸國君王的墓地。出土霸伯簋。

## 考據
學者李零認為霸國為隗姓狄人所建立。